# Oppidum de Verduron
L'oppidum du Verduron est un site d'habitation fortifié celto-ligure, fondé à la fin du IIIe siècle av. J.-C. et abandonné au début du IIe siècle av. J.-C., situé sur la colline du Verduron dans la ville de Marseille (France).

## Situation géographique

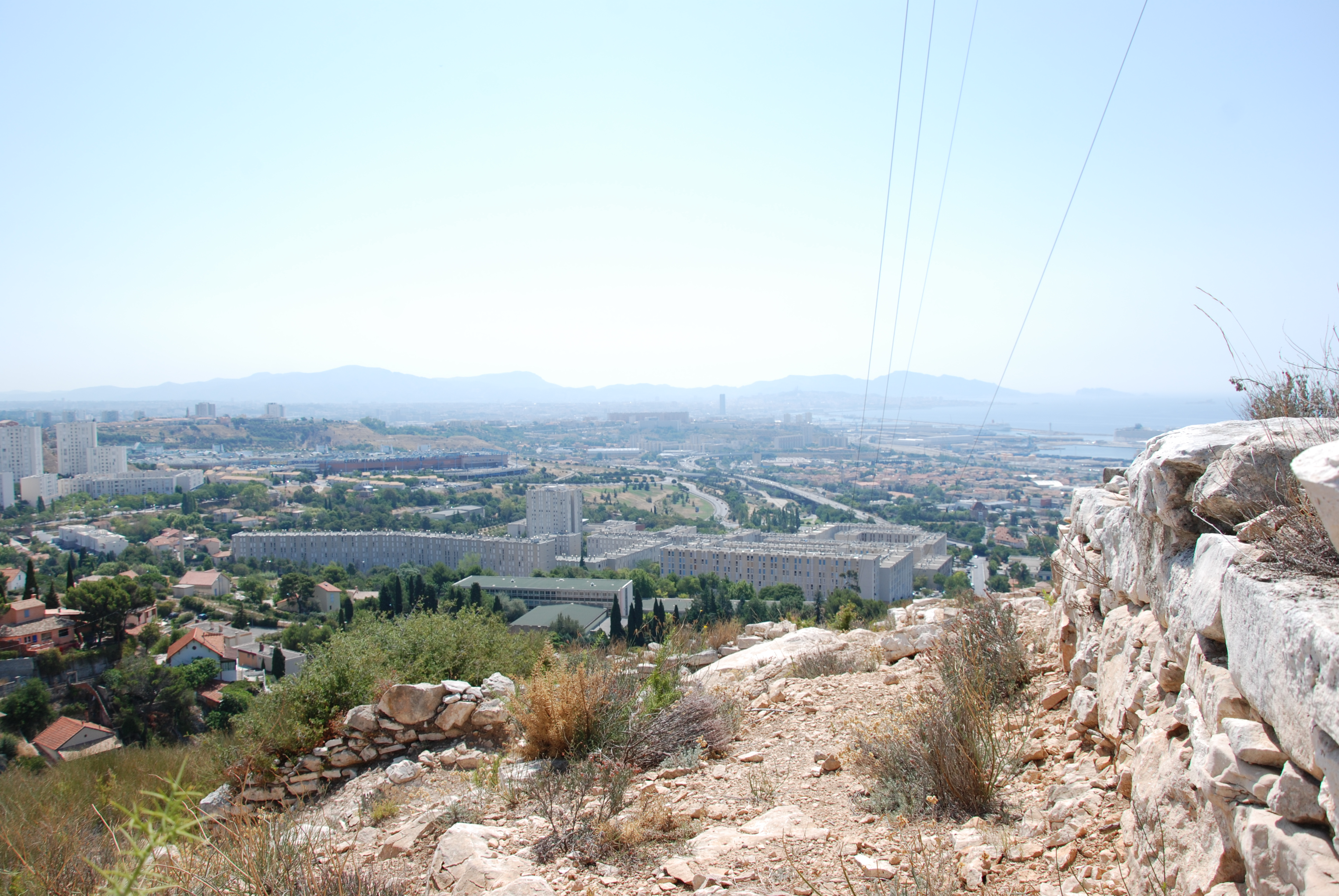
Vue de Marseille depuis l'oppidum

L'oppidum du Verduron qui a connu une existence très brève de la fin du IIIe siècle av. J.-C. au début du IIe siècle av. J.-C., est situé dans le quartier du Verduron près de celui de Saint-Antoine à Marseille sur une avancée rocheuse de + 195 m. d'altitude dominant la côte et la route qui de Marseille menait à l'Estaque et à la plaine de Marignane. Le lieu-dit Verduron est également appelé localement « pain de sucre ». Ce site archéologique est de faible superficie : 1200 m2.

## Historique de la découverte
En 1905 le sculpteur marseillais Stanislas Clastrier achète un terrain et y découvre à l'occasion d'un défrichement de grosses pierres ainsi que quelques tessons de poterie. Plusieurs fouilles sont ensuite conduites, les dernières étant effectuées en 2000 - 2005.
La parcelle contenant les vestiges de l'oppidum fait l’objet d’un classement au titre des monuments historiques depuis le 24 août 2004.

## L'habitat
Il s'agit d'un habitat préromain protégé au nord par un fossé et dont le mur d'enceinte circonscrit une surface d'environ 1200 m2. Son plan se compose de deux parties;
- au sommet de la croupe, un carré de 12 x 12 m appelé improprement tour, accolé à un petit côté d'un trapèze qui s'étend quant à lui le long de la pente.

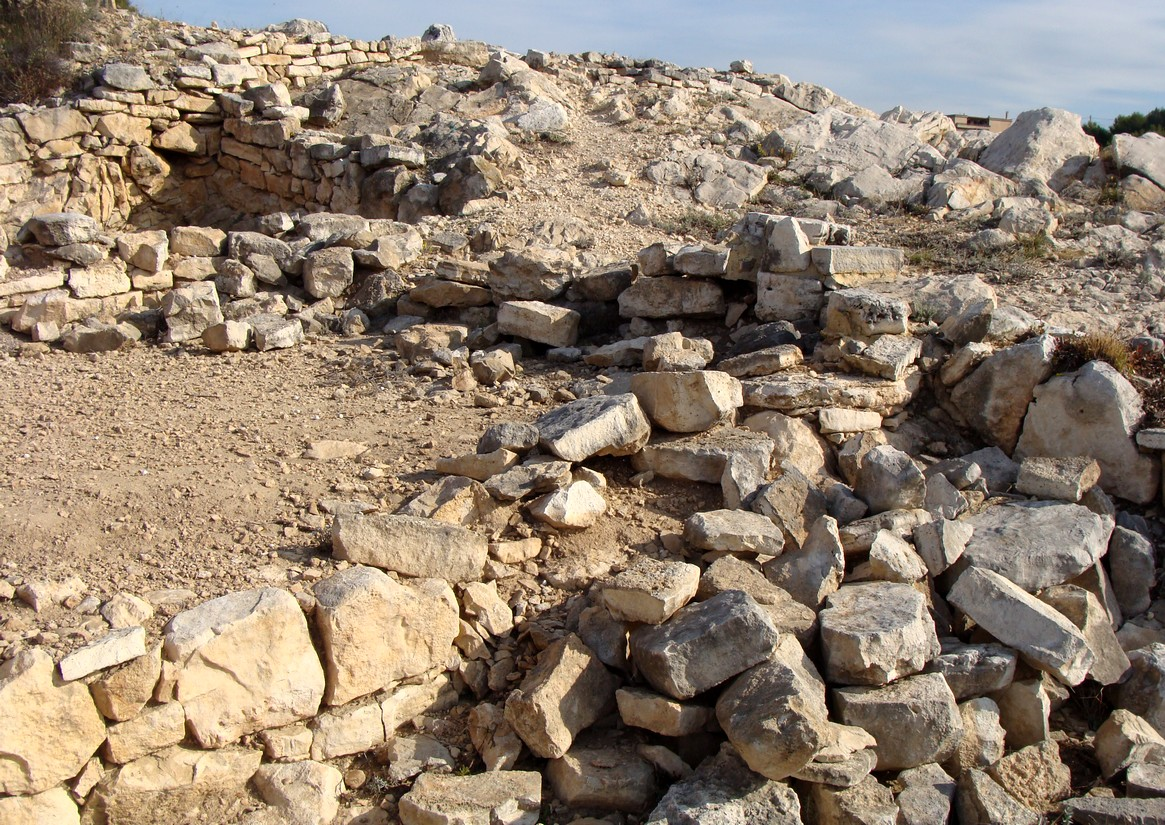
Une des cellules d'habitat, en 2015

- à l'intérieur de l'enceinte, 36 cellules d'habitat qui s'étagent en terrasse. En effet le substrat naturel étant en forte pente, un important travail de terrassement a été nécessaire pour implanter l'habitat. Les archéologues ont remarqué des zones de pierres chauffées ce qui leur laisse penser que les bâtisseurs avaient entretenu des feux afin de faciliter le débitage des roches[3].

### Mur d'enceinte
La largeur du mur d'enceinte varie de 0,8 à 1 m d'épaisseur. Il s'agit d'un mur à double parement construit en pierres brutes ou légèrement dégrossies liées avec de l'argile. À l'ouest le mur présente de très gros blocs disposés en boutisse. Au nord, au sommet de l'éperon, se trouve l'appendice carré ; son organisation interne regroupant quatre cellules laisse à penser qu'il ne s'agit pas d'une tour. L'accès se faisait par une porte fortifiée située au sud-est, dans la partie basse du site.

### Organisation de l'habitat

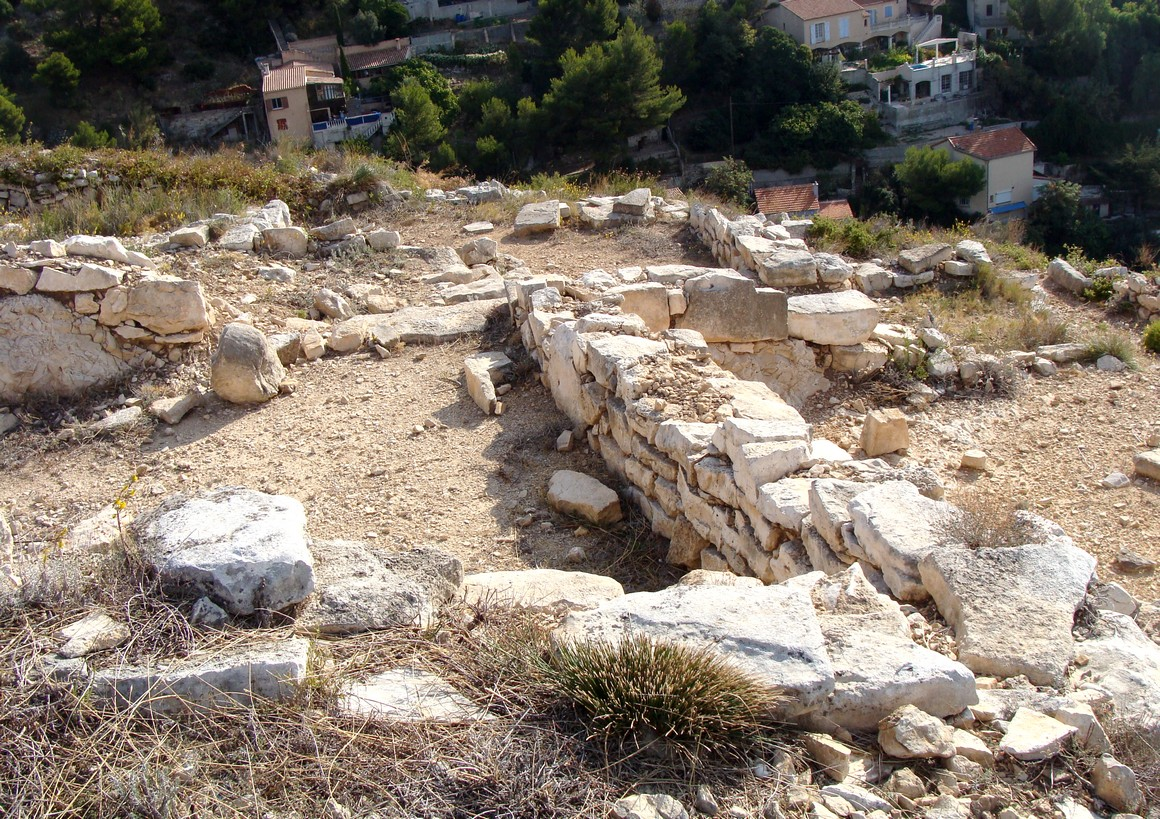
Un mur de séparation entre cellules d'habitation

Le flanc de la croupe rocheuse est divisé par un mur longitudinal construit suivant une ligne nord-sud de partage des eaux. Dans chacune des deux zones ainsi définies, une à l'ouest l'autre à l'est du mur, une rue nord-sud dessert les cellules d'habitation adossées soit au mur d'enceinte soit au mur longitudinal.

### Destruction du site
Aucune reprise architecturale, aucune transformation de l'habitat n'ont été constatées, ce qui laisse à penser que la durée d'occupation du site a été réduite. L'oppidum a été détruit violemment par une armée disposant de catapultes. L'identité des agresseurs n'est pas établie : soldats grecs ou/et romains. L'influence grecque ne transparait pas clairement de cet habitat qui était sans doute l'une des limites de la chora massaliète. Sa destruction correspond probablement à une volonté de reprise en main de son territoire par la cité marseillaise.